# セオニ・V・アルドリッジ
セオニ・V・アルドリッジ （Theoni V. Aldredge, 1922年8月22日 - 2011年1月21日）はギリシャ出身の衣裳デザイナー。
デニ・ヴァフリオティ（Deni Vachlioti）やデニー・ヴァフリオティ（Denny Vachlioti）などの名義が使われることもある。

## 人物
アテネとシカゴで教育を受け、ブロードウェイの舞台衣裳を手がけるようになる。トニー賞を3度受賞しており、その他に12回ノミネートされた。映画ではジュールズ・ダッシン監督作品でも知られている。また、1974年の『華麗なるギャツビー』でアカデミー衣裳デザイン賞を受賞するなど、映画・テレビ・舞台・バレエと幅広く活躍していた。
2011年1月21日、心臓疾患のために亡くなった。88歳没。

## 主な作品
- 日曜はダメよ Pote tin Kyriaki (1960)
- トプカピ Topkapi (1964)
- 大人になれば･･･ You're a Big Boy Now (1966)
- 去年の夏 Last Summer (1969)
- 夜明けの約束 Promise at Dawn (1970)
- 華麗なるギャツビー The Great Gatsby (1974)
- ニューヨーク一攫千金 Harry and Walter Go to New York (1976)
- ネットワーク Network (1976)
- 名探偵再登場 The Cheap Detective (1978)
- チャンプ The Champ (1979)
- ローズ The Rose (1979)
- レッスイン・イン・ラブ Circle of Two (1980)
- ミュージック・ミュージック Can't Stop the Music (1980)
- ベストフレンズ Rich and Famous (1981)
- アニー Annie (1982)
- バチカンの嵐 Monsignor (1982)
- ゴーストバスターズ Ghost Busters (1984)
- 月の輝く夜に Moonstruck (1987)
- 俺たちは天使じゃない We're No Angels (1989)
- アイリスへの手紙 Stanley & Iris (1990)
- アザー・ピープルズ・マネー Other People's Money (1991)
- アダムス・ファミリー2 Addams Family Values (1993)
- ミルク・マネー Milk Money (1994)
- くちづけはタンゴの後で Mrs. Winterbourne (1996)
- ファースト・ワイフ・クラブ The First Wives Club (1996)
- マンハッタン・ラプソディ The Mirror Has Two Faces (1996)